# Emmanuel Beal
 (février 2018).
Si vous disposez d'ouvrages ou d'articles de référence ou si vous connaissez des sites web de qualité traitant du thème abordé ici, merci de compléter l'article en donnant les références utiles à sa vérifiabilité et en les liant à la section « Notes et références ».
Pour les articles homonymes, voir Beal.
Emmanuel Beal, né en 1979 à Fontenay-sous-bois[réf. nécessaire], est un parolier français.
En 2006, il gagne un concours d'auteurs organisé par Elisa Tovati sur son site internet. Le texte, vainqueur parmi plus de 1 500 candidatures, sortira en single en 2007 sous le nom de 9 mois.